# Peter Debye
Peter Joseph William Debye (Maastricht (Països Baixos), 1884 – Ithaca (Nova York), 1966), fou un físic i quimicofísic holandès, amb nacionalitat estatunidenca a partir de 1946, considerat un dels grans científics del segle XX per les seves contribucions, entre d'altres, en camps com la determinació d’estructures moleculars, solucions d’electròlits i interaccions radiació-matèria, sense incloure, però, l’espectroscòpia. L’any 1936 fou guardonat amb el Premi Nobel de Química per les seves contribucions a l’estudi de l’estructura molecular mitjançant els moments dipolars i la difracció de raigs X i d’electrons en gasos.

## Biografia
Petrus Josephus Wilhelmus Debije, va néixer a Maastricht el 24 de març de 1884, en el si d’una família modesta, fill de Wilhelmus, un manyà, i de Maria Reumkens, caixera al teatre de la ciutat. El veïnatge a Maastrich, situada a la vora de la frontera belga i alemanya, li facilità l’aprenentatge de llengües, a més del patuès local. Rebé la primera educació a la seva ciutat i el 1901  acabà, de manera brillant, l'escola secundària a la Hoogere Bürger School. Atès que no havia cursat llatí ni grec no podia accedir a la universitat holandesa, fet pel qual continuà els estudis a l’Institut Tecnològic d’Aquisgrà a Alemanya, situada a només 40 Km de la seva ciutat. L’any 1905 obtingué el grau en enginyeria elèctrica, que li permeté accedir a l'esmentat Institut com a col·laborador docent, i publicà el seu primer article, un estudi teòric dels corrents de Foucault, amb un tractament matemàtic sorprenent en un jove de vint-i-tres anys. Debye, tingué la sort i la intel·ligència d’aprofitar el mestratge de dos grans professors que li influïren molt, Max Wien, que l’imbuí l’interès per la ciència experimental i, sobre tot, Arnold Sommerfeld que l’acollí des del primer moment i el protegí i orientà en els primers anys de la seva carrera, i que anys més tard acostumava a dir que la trobada de Debye havia estat la seva descoberta més gran. El 1906, acompanyant Sommerfeld es desplaçà a la Universitat de Munic, on aprofundí en coneixements matemàtics i  en el camp de la Física teòrica, i és en aquest moment que assimila el consell del seu mestre: el més important d’una teoria física no és deduir-ne unes conclusions generals, sinó obtenir solucions que es puguin expressar mitjançant valor numèrics. El 1908, sota la direcció de Sommerfeld, es doctorà en Física amb un treball sobre l’arc de Sant Martí, que tracta  de la pressió de radiació experimentada per partícules esfèriques de característiques dispersives diferents. L’any 1910 fou promocionat a privatdozent amb una tesi d’habilitació sobre la conductivitat dels electrons en els metalls. Publicà  un article que s’avançava quaranta anys al seu temps, tractava de problemes importants de propagació de la radiació en els sistemes de radar i guia d’ones. A destacar, també, dos articles publicats l’any 1910, un review, de noranta pàgines, a instàncies de Sommerfeld, sobre camps elèctrics estacionaris i quasi-estacionaris i un altre, molt més breu, sobre la interpretació del concepte de probabilitat en la teoria de la radiació de Planck, que el propi Planck, reconegué que era més senzill que el seu propi. Quan l’any 1950, rebé la medalla Planck, Debye va recordar aquest comentari. Els cinc anys que estigué a Munic, serviren, probablement, per establir els interessos científics que Debye desenvoluparà al llarg de tota la seva vida: difracció i interaccions de la radiació amb sistemes atòmics i moleculars. El 1911 fou nomenat professor de Física Teòrica a la Universitat de Zuric, -substituint Albert Einstein-  on hi romangué un parell d’anys, i treballà, precisament, sobre la teoria  d’Einstein de les calors específiques. L'any 1912 retornà a Holanda com a professor de Física Teòrica a la Universitat d'Utrecht i en no disposar de laboratoris es veié “forçat a treballar només amb llapis i paper”, la qual cosa resultà extremadament beneficiós per a la Física teòrica. En la seva curta estada a Utrecht publicà dos articles seminals un d'ells sobre la dependència de la permitivitat o constant dielèctrica amb el camp elèctric i l’altre sobre la difracció de raigs X. Tot seguit, el 1914, passà a la Universitat de Göttingen a la càtedra de Física Teòrica i Experimental. Aquest període entre  1912 i 1916, fou molt productiu i elaborà algunes de les seves grans aportacions científiques com les teories sobre els moments dipolars permanents, i començà els estudis teòrics, amb Paul Scherrer, sobre la difracció de raigs X de gasos i mesures experimentals de difracció de líquids i pols cristal·lí. L’any 1915 fou nomenat editor de la revista Physikalische Zeitschift, càrrec que ocupà fins al 1940. L’any 1920 tornà a Zuric, ara a l'Escola Federal Politècnica (ETH), on conjuntament amb Erich Hückel elaboraren la fonamental teoria Debye-Hückel sobre els electròlits, publicada el 1923. El 1927, ja com a professor ben reconegut, se n’anà a la Universitat de Leipzig i a dirigir l’Institut de Física i Química que havia fundat Wilhelm Ostwald l’any 1887, on hi romangué set anys però no hi feu grans nous descobriments. L'any 1934, ja en període nazi, es traslladà a la Universitat de Berlin, com a professor de Física Teòrica i director de l’Institut  Kaiser Wilhelm de Física (KWIP) al barri de Dahlem a Berlin. Aquest centre havia estat finançat per la Fundació Rockefeller de Nova York i dirigit inicialment per Einstein. A pesar del règim nazi Debye acceptà els nomenaments perquè podia mantenir la nacionalitat holandesa. El nou institut tenia unes instal·lacions esplèndides amb una molt bona instrumentació, en particular per experimentar a temperatures molt baixes, properes al zero absolut, i, també, en el camp de física nuclear, que passaren a control militar quan s’inicià el programa alemany de fabricació de la bomba atòmica. El 1938 Debye canvià el nom de l’institut a Institut Max Planck de Física Teòrica i Experimental, canvi que no agradà gaire a les autoritats nazis, però que no fou retirat. En començar la Segona Guerra Mundial, el setembre de 1939,  començaren les interferències amb les autoritats nazis, i li exigiren que agafés la nacionalitat alemanya si volia continuar a l’Institut. Debye ho refusà, i aprofità la invitació de la Universitat de Cornell, l’octubre de 1939, per a impartir les Baker lectures sobre determinació estructural per dispersió de raigs X i d’electrons. L'any següent deixà Europa i s'aposentà als Estats Units, fou nomenat Professor de Química a la mateixa Universitat de Cornell, i l’any 1952 professor emèrit. Durant aquest període es dedicà fonamentalment a l’estudi i caracterització de cautxú sintètic i d'altres polímers, i mantingué una notable activitat fins, pràcticament, el dia del seu traspàs als 82 anys. Es casà, el 10 d’abril de 1913, amb Mathilde Alberer, el matrimoni tingué un fill, Peter Paul el 1916 –amb el que posteriorment col·laboraria en treballs sobre la dispersió de la llum- i una filla Mathilde Maria, l’any 1921. Va morir el 2 de novembre de 1966 a Ithaca, (Nova York), i fou enterrat al cementiri de la mateixa ciutat. L’any 1946 havia obtingut la ciutadania estatunidenca.

## Recerca científica

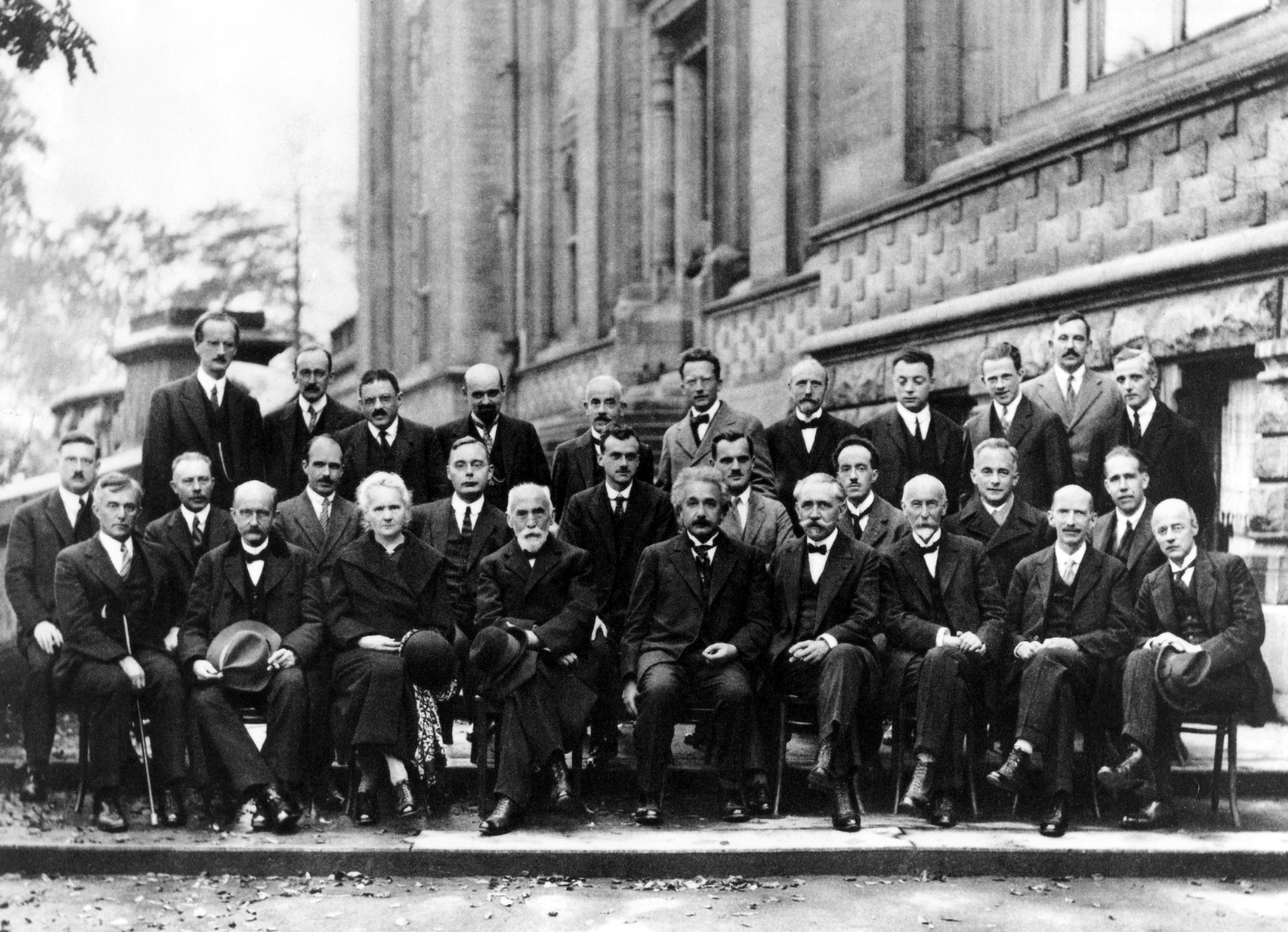
Cinquè Congrés Solvay de 1927. Podem veure Peter Debye el primer per l'esquerra de la fila central, assegut al costat de Martin Knudsen i darrere Irving Langmuir

No és fàcil resumir el paper cabdal jugat per Debye en el desenvolupament de la Física i la Química, en tot cas, un aspecte essencial n’és la gran capacitat de formular matemàticament l’essència física d’un problema determinat. Molts dels conceptes químics més habituals foren establerts gràcies a les seves mesures experimentals. Debye és un dels grans científics del segle XX i les seves contribucions científiques són, probablement, de les més grans que mai ningú ha fet al camp de la Física i la Química Física. Pertany al petit grup de científics  capaços de combinar grans capacitats teòriques i habilitats experimentals. Entre altres camps de recerca en què excel·lí poden mencionar-se: moments dipolars, relaxació i polaritzabilitat, solucions d’electròlits, física dels fonons, difracció de raigs X, dispersió de la llum, magnetisme a temperatures molt baixes i caracterització de polímers. Debye publicà uns 250 articles sobre aquests temes, que amb motiu del seu 70è aniversari els recollí en un llibre organitzat en cinc seccions: dispersió de raigs X, moments dipolars, solucions d’electròlits, dispersió de la llum i miscel·lània. Les principals aportacions de Debye fan referència als següents àmbits.

### Moments dipolars i estructura molecular
Cronològicament, la primera gran contribució de Debye fou l’estudi dels moments dipolars, iniciada el 1911 a Munic i a Zuric. Com que el moment dipolar d’una molècula depèn de la distribució relativa de les càrregues elèctriques presents, la seva mesura permet deduir informació significativa sobre l'estructura, juga un paper significatiu en la interpretació de la naturalesa de l’enllaç químic entre els àtoms d’una molècula, i permet distingir entre molècules polars i no polars. Estudià també la relació entre el moment dipolar(μ) i la dependència de la constant dielèctrica(ε) amb la temperatura. Aquests estudis es basen en la interpretació de l'equació de Clausius-Mosotti, la qual es complia bé en substàncies de constant dielèctrica petita, però, en canvi, les que tenien constants dielèctriques elevades mostraven una disminució de la constant dielèctrica amb la temperatura molt més gran que la predita. Tradicionalment, s’atribuïa la polarització d’una substància al desplaçament induït dels electrons en cada molècula, fet que creava un moment dipolar molt petit. Debye proposà que les molècules d’algunes substàncies tenien uns dipols permanents que contribuïen a la polarització total quan s’hi aplicava un camp elèctric extern. Les molècules tindrien tendència a rotar de manera que el dipol s’orientés amb el camp elèctric, però aquesta orientació es reduiria pel moviment tèrmic de les molècules. Una nova fórmula -possiblement la més coneguda de totes les que proposà- de la constant dielèctrica, que no només explicava de manera satisfactòria el comportament observat sinó que també establia l’existència d’un dipol elèctric permanent en moltes molècules i donava un bon mètode per determinar el moment dipolar i a partir del qual la geometria de la molècula.  En el seu honor la unitat del moment dipolar és el debye, D, en el sistema CGS d’unitats. En la seva curta estada a Utrecht, en no tenir laboratoris a la seva disposició es veié obligat a treballar en física teòrica. S’ocupà de la dependència de la constant dielèctrica amb el camp elèctric aplicat i observà que algunes substàncies, com l’aigua o l’alcohol, presenten uns canvis intensos de l’índex de refracció i del coeficient d’absorció. Intentà explicar-ho en base als moments dipolars i proposà equacions on l’índex de refracció i el coeficient d’absorció són funció de la freqüència, confirmant així la seva capacitat de fer avaluacions teòriques quantitatives a partir de recerca experimental. En el període de Zuric, entre 1920 i1927, tornà als moments dipolars, en particular a l'efecte Kerr, canvi de l'índex de refracció d'un material en resposta a un camp elèctric aplicat,  i a la contribució de les interaccions dipol-dipol induït a les forces de van der Waals. Destaca que les molècules no polars podrien atreure’s entre elles degut a la mobilitat interna dels electrons, expressada per la polaritzabilitat. Anys més tard a Leipzig torna a interessar-se pel tema en concret dels aspectes moleculars del comportament dels dielèctrics, especialment de líquids i gasos i publicà un llibre -que esdevingué un clàssic i fou traduït a l’anglès- on fa una presentació sistemàtica i completa de la polaritat de les molècules, llibre que revitalitzà l'interès pels moments dipolars.

### Capacitats calorífiques de sòlids
L’any 1912 publicà un article molt important sobre la calor específica dels sòlids que encara avui dia s’inclou en els manuals de física sobre l’estructura de la matèria, el qual presenta una ampliació del model Einstein proposat un any abans. Debye considera els modes de vibració de la xarxa atòmica com a fonons en un capsa oscil·lant a diferents freqüències, mentre que Einstein considerava els sòlids com a oscil·ladors harmònics independents d’una única freqüència. Debye calculà la dependència de la calor específica mitjançant la distribució quàntica de Planck i és capaç de predir-ne la seva dependència a temperatures altes i baixes, però no és prou exacte a temperatures intermèdies. No només s’aconseguiren millors resultats, sinó, que a més, en sortí l’equació de Debye,  Aquest article és un bon exemple que l’aproximació pragmàtica de Debye, a la solució de problemes físics consistia a trobar relacions fiables i fàcils d’emprar que donin valors quantitatius de les magnituds físiques estudiades, fins i tot a costa de tractaments matemàtics més elegants i rigorosos.

### Difracció de  raigs X
L’any 1913 a Utrecht, tot just un any després de la descoberta de la difracció de Raigs X per cristalls Debye escrigué un article que demostrava la influència del moviment tèrmic dels àtoms en el cristall sobre la intensitat dels raigs X difractats i en què deduïa un factor, denominat factor de Debye, que proporcionava la disminució de la intensitat dels punts de difracció en funció de la longitud d’ona, l’angle de difracció i la temperatura absoluta. La contribució més coneguda de Debye en el camp de la difracció de Raigs X, escrita en col·laboració amb P. Scherrer, tracta dels patrons d’interferència de raigs X de partícules orientades aleatòriament, que es convertí en la base per a l’anàlisi estructural mitjançant l’anomenat mètode Debye-Scherrer. Aquests mètode fou molt reconegut perquè permetia analitzar per raigs X pols cristal·lina i, per tant, no estava restringit a monocristalls, que no son sempre fàcils d’obtenir, i ampliava d’una manera espectacular l’aplicació de la difracció dels raigs X.  Entre d'altres substàncies, estudiaren el fluorur de liti, LiF, i aconseguiren determinar els paràmetres de la cel·la elemental. El mètode servia, també, per diferenciar clarament entre un estat microcristal·lí i un d’amorf. Un altre pas endavant fou l’ús de la difracció de raigs X a l’estudi de substàncies moleculars a l’estat gasós o líquid, que Debye inicià a Göttingen, a partir de 1914. L’any 1915 publica un treball fonamental  en aquest àmbit en què proposa un mètode experimental per tal d’obtenir informació sobre el nombre i posicions relatives dels electrons en cada àtom. Amb Scherrer aconseguiren interpretar difracció de raigs X de substàncies líquides com el benzè i el ciclohexà Com que Debye i Scherrer estaven més interessats en problemes de física que no pas cristal·logràfics, centraren l’anàlisi de difracció en la determinació dels factors de dispersió dels àtoms i de la distribució dels electrons al voltant del nucli atòmic. En aquesta línia, l’any 1918 publicaren un article sobre estructura atòmica, en què aporten informació sobre el nombre i posició dels electrons. Anys després a Zuric,  Debye tornà al tema de la difracció  de raigs X en sistemes moleculars, insistint en la idea que és possible detectar senyals de difracció corresponents a la disposició geomètrica dels àtoms en la molècula. Més tard a Leipzig, a partir de 1927, continuà estudiant la difracció de raigs X en gasos.  En un detallat anàlisi del CCl4 gas determinà les distàncies d’enllaç intramolecular Cl···Cl de 3.3 Å, molt propera als valors actuals de 2.89 Å.  Amb la mateixa tècnica, determinà les distàncies entre els àtoms de clor en els isòmers 1,1- i 1,2-dicloroetilè, i en 1,1- i 1,2-dicloroetà En un altre article analitzà amb detall la difracció dels líquids i les diferències entre les llargades interatòmiques intramoleculars, la dels àtoms que constitueixen la molècula i les intermoleculars, entre molècules diferents, situació que òbviament no es dona en els gasos constituïts per molècules discretes. Quinze anys després de la primera formulació de l’equació de dispersió, el 1930 Debye introduí el concepte de funció de dispersió atòmica que permet assignar la dispersió produïda per cada àtom en particular. Cal tenir en compte, però, els canvis de posició dels electrons que formen l’enllaç químic, tot i que aquests electrons d’enllaç són bastant externs i contribueixen poc a la dispersió atòmica total.

### Solucions d’electròlits
L’any  1923 a Zuric, Debye  amb la col·laboració del seu assistent Erich Hückel, desenvoluparen la ben coneguda teoria Debye-Hückel de les solucions electrolítiques, una millora significativa de la teoria de la dissociació electrolítica de les solucions proposada per Arrhenius el 1887. Si bé aquesta teoria ha estat considerada com un dels pilars de la Química Física, tenia algunes limitacions a l’hora d’interpretar el comportament de les solucions dels anomenats electròlits forts, que fou resolta pel tractament de Debye i Hückel. Estudiant la termodinàmica de les solucions electrolítiques, resolgueren el problema de la conductivitat de les solucions d’electròlits forts, en suposar que els electròlits en una solució estan completament dissociats i, per tant, es produeix un comportament no ideal de les solucions degut a les  interaccions electroestàtiques entre els ions presents. Feren un tractament complet del comportament dels electròlits forts en solució, en base a les atraccions i repulsions entre els ions, les quals es fan més intenses en augmentar la concentració i, en conseqüència, la distribució dels ions en la solució no és del tot aleatòria. A la vora d’un ió positiu n’hi hauran més de negatius que no pas de positius, i a l’inrevés. D’aquesta manera es crea una “atmosfera” de càrrega negativa al voltant d’un ió positiu, que produeix un efecte sobre cadascun dels ions com si una càrrega igual de signe oposat es distribuís sobre la superfície d’una esfera amb l’ió al centre. El radi d’aquesta esfera imaginària s’anomena “radi de l’atmosfera iònica”, i en augmentar la concentració aquest radi disminueix i l’atmosfera iònica té un efecte més gran sobre l’ió central, afectant-ne la conductivitat. Les forces electroestàtiques entre els ions fan que les solucions d’electròlits forts no segueixen un comportament ideal i, per tant, en les equacions corresponents cal emprar activitats en lloc de concentracions. L’activitat d’una solució està relacionada amb la concentració per una constant de proporcionalitat anomenat coeficient d’activitat (γ). El model suposa que els ions en una solució exerceixen un efecte pantalla sobre el camp elèctric de cada ió individual, aquesta separació d’apantallament s’anomena longitud de Debye. Un altre tema tractat pel model Debye-Hückel, és la conductivitat elèctrica. Segons Arrhenius la conductivitat elèctrica és funció del nombre de ions, la qual varia amb la concentració de la solució. Aquesta interpretació és bona per a les solucions d’electròlits febles però no d’electròlits forts; el model Debye-Hückel ho explica a partir de dos conceptes clau de l’atmosfera iònica, el temps de relaxació i l’efecte electroforètic. Aquest tractament, fou millorat i superat per Lars Onsager, en el nou model denominat Debye-Hückel-Onsager, que entre altres nous factors te en compte l’efecte del moviment brownià en el desplaçament dels ions. Com en d'altres contribucions pioneres de Debye, aquest model ha fornit les bases teòriques de molts treballs posteriors sobre el tema.

### Efecte Compton
A.H. Compton, descrigué l'anomenat efecte Compton -quan els fotons xoquen amb un electró perden una part de la seva energia que passa a l’electró- l'octubre de 1922 descobriment pel qual obtingué el Premi Nobel de Física el 1927. Debye, el mes de març de 1923,  abans que ho fes el propi Compton, en donà una interpretació quantitativa, en un article que relacionava la dispersió dels raigs X i la teoria quàntica, article que és reconegut per la seva claredat i perfecció.

### Magnetisme
Debye ja havia mostrat interès pel magnetisme quan treballava a Göttingen. Però fou durant la seva segona estada a Zuric, quan aprofundí en aquest camp i estudià propietats magnètiques moleculars com el paramagnetisme, efectes magneto-òptics i magneto-calòrics, i publicà un article sobre la interpretació de l'efecte Zeeman -desdoblament de les línies espectrals en sotmetre la mostra a l’acció d’un camp magnètic- en termes de la quantització de les òrbites electròniques En un article posterior suggerí d'emprar la diamagnetització adiabàtica per aconseguir temperatures properes al zero absolut. El principi és senzill, un cristall paramagnètic es refreda fins a la temperatura més baixa possible i se sotmet a l’acció d’un camp magnètic molt intens, que indueix una orientació significativa dels imants moleculars o atòmics. Un cop arribat a la temperatura d’equilibri, s'elimina el camp magnètic extern situació que comporta una alineació a l’atzar dels imants, procés que requereix un consum d’energia; si el cristall es troba en una situació d’aïllament tèrmic (diamagnetització adiabàtica), el mateix sistema ha de subministrar l’energia tèrmica per produir el desordre i, per tant, la temperatura baixarà. Experiments realitzats els anys següents per W.F. Giauque, que obtingué el Premi Nobel de Química l’any 19149, aconseguiren temperatures per sota de l’1K.

### Polímers
Un cop a Cornell Debye s’involucrà en projectes relacionats amb el cautxú sintètic, buscant alternatives al cautxú natural de Malàisia, que estava ocupada pels japonesos i no podia continuar fornint el mercat americà com feia tradicionalment. Si bé en aquella època, ja es sintetitzaven i s'utilitzaven cautxús i plàstics, calia disposar d’un coneixement més ampli i precís de la seva naturalesa i constitució. Això fou possible gràcies a les contribucions de Debye que posteriorment s’estengueren a l‘estudi de proteïnes i macromolècules. En aquest sentit, desenvolupà l’ús de tècniques de dispersió de la llum, continuant els treballs anteriors sobre la dispersió de raigs X, enfocades a la determinació de la mida i el pes molecular d'aquests sistemes més complexos basant-se en la terbolesa de les solucions. Descobrí que l’augment de la terbolesa de les solucions amb relació a la del solvent pur, era proporcional al nombre i al pes molecular de les molècules. Debye, s’ocupà també de la viscositat, difusió i velocitat de sedimentació dels polímers i de la dispersió de la llum en solucions col·loidals i de la mida i forma de les micel·les Els últims articles de Debye estan dedicats a l’estudi de fenòmens crítics per la dispersió de la llum i recerques teòriques i pràctiques sobre l’efecte de camps elèctrics en l'opalescència.

#### Premi Nobel de Química
L’any 1936 fou guardonat amb el Premi Nobel de Química per les seves contribucions a l’estudi de l’estructura molecular mitjançant els moments dipolars i els estudis sobre la difracció de raigs X i d’electrons en gasos. Debye no fou el primer físic que rebé el Premi Nobel de Química, abans havien estat guardonats Ernest Rutherford l’any 1908, Marie Curie en el seu segon Premi l’any 1911 i Frédéric Joliot i Irène Joliot-Curie que el compartiren l’any 1935. Debye havia esta nomenat quaranta-set vegades al Premi Nobel, la primera l’any 1916 i la darrera el 1936, en què fou premiat; en trenta-tres ocasions al de Física i, només, catorze al de Química. Per la seva banda ell només proposà una única nominació al Premi Nobel de Química, a favor de Carl Wagner –un dels pioners de la Química de l’estat sòlid-, l’any 1957, que per cert no li fou concedit mai.

## Controvèrsia de l'any 2006
El 2006 un periodista científic, Sybe Rispens, publicà un llibre en holandès que provocà un gran daltabaix. En el capítol cinquè –com ja havia fet prèviament en molts articles de promoció del llibre- s'acusava Debye d’haver col·laborat amb Hitler en els programes de recerca militar sobre la bomba atòmica, tot i reconèixer que Debye no havia estat membre del partit nacionalsocialista. Se centrava, principalment, en les activitats de Debye quan era a Berlín, des d'on com a president de la Societat Alemanya de Física, comminà  als membres jueus a que renunciessin a la societat amb una carta que acabava amb: Heil Hitler. Si bé Debye abandonà Alemanya el gener de 1940, pensava, segons Rispens, tornar al cap de sis mesos, quan Alemanya hagués conquerit Europa, gràcies a la blitzkrieg.  Afirma, també, que continuà rebent un sou del Govern alemany fins al 1943. Manté que quan Einstein s’assabentà que Debye estava a punt d’entrar a la Universitat de Cornell, informà al rector que Debye mantenia contactes amb el règim nazi; fos com fos, no es feu cas a aquest advertiment i Debye fou admès a la Universitat com a professor de Química. També sosté Rispens, que el juny de 1941, desprès de l’ocupació d’Holanda per part dels alemanys, Debye envià un telegrama a Berlín, mostrant la seva disposició a retornar a dirigir l’Institut (KWIP); per la raó que fos, aquest telegrama, d'existir, no rebé mai resposta.  Aquestes acusacions contra Debye provocaren una tempestat als dos costats de l’Atlàntic.  A Holanda, el mes de febrer de 2006, tot just quan acabava de sortir el llibre, la universitat de Maastrich anuncià la cancel·lació del Premis Debye que atorgava i la d’Utrecht la supressió del seu nom de l’Institut de Química Física. Ambdues universitats, tot i reconeixent la necessitat d’una investigació més aprofundida sobre l’afer, coincidien que el nom d’una persona de la que es tenia dubtes sobre la seva possible relació amb el règim nazi no podia tenir cap tipus de reconeixement públic. Per la seva banda, la Universitat de Cornell i la Societat Americana de Química, que concedia la Medalla de Química Física Peter Debye, consideraren que no hi havia raons prou sòlides i comprovades i no emprengueren cap acció contra la presència de Debye. L’any 1940 el FBI investigà Debye a petició del Comitè d'Investigació de la Defensa Nacional, NDCR, basant-se en els comentaris que havia fet Einstein, però les conclusions no alteraren la situació de Debye a Cornell, i el 1941 presentà els papers per aconseguir la nacionalitat nord-americana, que obtingué l’any 1946. L’any 1942 la companyia Bell Telephone Laboratories van requerir la seva participació en un projecte de recerca relacionat amb la guerra, situació del tot impensable si hi hagués hagut el mínim dubte sobre l’actitud de Debye en relació al règim nazi.

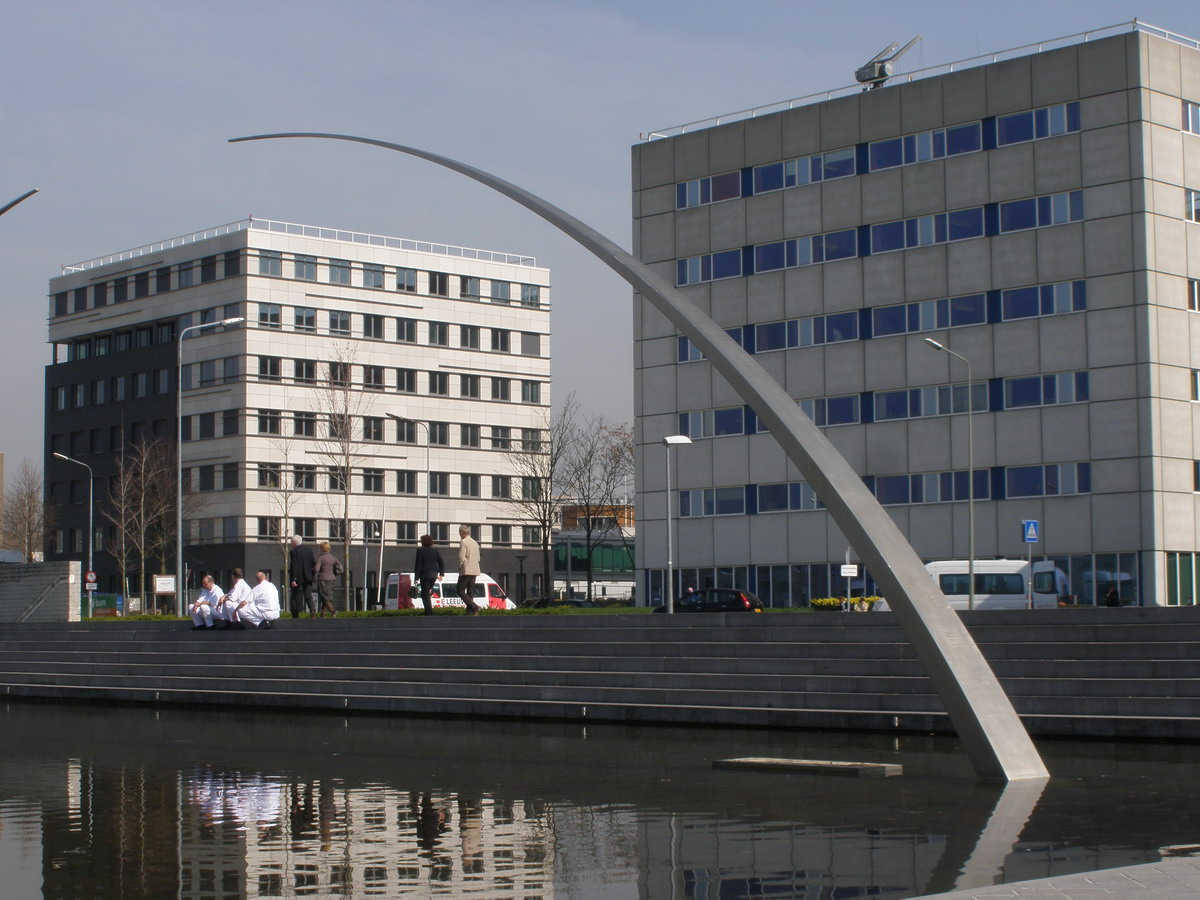
Monument a Peter Debye a la plaça de Maastricht que porta el seu nom: Dipole moments (Felix van de Beek, 1998)

Òbviament, aquestes decisions tan ràpides i poc meditades de les universitats holandeses, generaren protestes i s’inicià una revisió seriosa i profunda dels atacs de Rispens. El mes de març següent, un ampli informe de la Societat Alemanya de Física, "Debye: un científic típic en uns temps atípics", conclou que Debye no havia estat  un activista a favor del nazisme, i que la seva conducta no fou gaire diferent de la de molts altres investigadors que es van acomodar dins del règim del Tercer Reich. A més, aquesta actitud sovint no es devia a l'entusiasme al règim, o fins i tot per motius polítics,  sinó més aviat per un sentiment d'auto-concepció tecnocràtica pròpia de les elits científiques d'aquells temps. G. van Ginkel, exdirector de l’Institut Debye d’Utrecht, va publicar el mateix 2006 un llibre  qualificant d’errors de gestió la decisió de les universitats holandeses i defensant la conducta de Debye.  Martinus J. G. Veltman, Premi Nobel de Física l'any 1999, que havia escrit el pròleg del llibre de Rispens, envià una carta a la Universitat de Maastricht retractant-se. També se n'ocupà de l’afer el Ministeri d’Educació, Cultura i Ciència holandès, que encarregà un informe a Netherlands Institute for War Documentation, NIOD, que feu públic a finals del 2007, on es deia: “Com que no s’ha demostrat cap mala fe per part de Debye, cal assumir-ne la bona fe”, i recomanava a la Universitat d’Utrecht mantenir el seu nom a l'Institut de Química Física i a la de Maastricht continuar donant el Premi Debye.  El gener de 2008 l’anomenada Comissió Terlow publicà un informe que ratificava l’anterior -de la NIOD- considerava que Debye no havia estat un col·laborador dels nazis però tampoc un heroi de la resistència. Era un científic brillant, pragmàtic -idealista pel que fa a la bondat de la ciència- i molt poc interessat en política. Recomanava a les dues universitats holandeses el manteniment del nom de Debye en el seu Institut i el premi que concedien.A partir de 2008 la Fundació Hustinx patrocinadora del premi anuncià que continuaria finançant-lo, situació que es manté el dia d’avui. En tot cas el bust de Debye ubicat a la Universitat d’Utrecht i el nom que porta un carrer i una plaça de Maastricht no foren mai retirats.
Tot sembla indicar que el llibre de Rispens és molt incomplet, no considera molta informació coneguda, i en fa un tractament molt descontextualitzat de la situació i que per part de les universitats holandeses, hi hagué un judici precipitat que no només no considerà tots els aspectes d'una vida complexa com la de Debye, sinó que tampoc va donar prou importància a la ambigüitat que comportava viure sota el règim nazi. El món científic continua reconeixent els mèrits de Debye, el seu caràcter afable i el seu mestratge insuperable com a professor i conferenciant. El pragmatisme científic enlairà Debye a dalt de tot, fent-lo un dels científics més reconegut, premiat i influent del segle xx. No obstant, per a alguns, la seva reputació s’ha vist entelada per tota aquesta polèmica, opinió avalada pel seu eixordador silenci sobre el règim nazi durant els últims vint anys de la seva vida. Tot i així, quan el pragmatisme es fa servir per salvaguardar els interessos propis, es pot convertir en un simple oportunisme per a qualsevol home corrent.

## Reconeixements, premis i honors
A més del Premi Nobel de Química concedit l'any 1936, Debye rebé, entre d'altres, els següents reconeixements acadèmics: membre honorari de l'Acadèmia Americana d'Arts i Ciències (1927); medalla Rumford de la Royal Society de Londres (1930); la medalla Lorentz de la Reial Acadèmia Holandesa (1935); membre de la Societat Americana de Filosofia (1936); medalla Franklin de l'Institut Franklin (1937); membre de l'Acadèmia dels Estats Units de Ciències (1947); medalla Max Planck de la Societat de Física de l'Alemanya Occidental (1950); medalla Priestley de la Societat Americana de Química (1963); medalla nacional de ciències de la presidència dels Estats Units (1965). L'any 1960 la Societat Americana de Química instaurà el premi Peter Debye per distingir els químics més rellevants en el camp de la Química Física.
En seu honor es batejà l'asteroide 30852 descobert el 2 d'octubre de 1991 per Freimut Börgen i Lutz D. Schmadel, el nom original del qual era 1991 TR6. També porta el seu nom un cràter ubicat en la cara oculta de l'hemisferi nord de la Lluna.
Debye és un dels científics que dona el seu nom a equacions, models magnituds i conceptes de la física i la química. Entre les més importants poden indicar-se:
Debye: unitat de mesura del moment dipolar en el sistema cgs; correspon al moment dipolar produït per dues càrregues de signe oposat d’1 statcoulomb cadascuna i separades per 10-18 cm.  En el sistema internacional equival a 1D = 3.336 x 10–30 C m.  
Teoria de Debye-Hückel: interpretació del comportament de les solucions d'electròlits forts.
Equació de Debye-Hückel: calcula el coeficient d’activitat dels ions en solucions diluïdes.
Apantallament de Debye: procés pel qual en plasmes, electròlits o semiconductors, una carrega elèctrica determinada és apantallada per les partícules carregades que es mouen al seu voltant.   
Longitud de Debye: en plasmes i electròlits la  distància a partir de la qual les partícules carregades mòbils, com els electrons, són apantallades per càrregues de signe contrari. 
Relaxació de Debye: expressa la constant dielèctrica  en funció de la freqüència d’un camp elèctric altern aplicat
Mètode Debye-Scherrer: procediment per estudiar l’estructura de substàncies finament dividides per difracció de raigs X, anomenat mètode de pols.
Equació de dispersió Debye: prediu els models de difracció de raigs X de gasos, líquids i sòlids amorfs. 
Model de Debye: model desenvolupat per determinar la contribució dels fonons a la capacitat específica dels sòlids.
Temperatura de Debye: és la temperatura d’un cristall en el seu mode normal de vibració més alt. 
Freqüència de Debye: la màxima freqüència de vibració teòrica dels àtoms en un cristall.
Factor de temperatura Debye-Waller: expressa l’efecte de la vibració tèrmica en un sòlid en la intensitat dels raigs X difractats, de fet  mesura el desordre tèrmic en una xarxa cristal·lina.
Teoria Lorenz-Mie-Debye: teoria de la dispersió de la llum per partícules esfèriques. 
Model de Debye-Anderson- Brumberger: calcula la dispersió de la radiació d’un sistema de dues fases distribuït a l’atzar.